# 돗토리시
돗토리시(일본어: 鳥取市, 문화어: 돗또리시)는 일본 돗토리현 동부에 있는 도시이자 돗토리현의 현청 소재지이다. 중핵시로 지정되어 있다.
산인 지방 유일의 중핵시이자 돗토리 도시권을 형성하고 있으며, 일본의 도도부현청 소재지 중 가장 인구가 적고 인구밀도 역시 야마구치시에 이어 낮다. 에도 시대에는 이케다씨가 통치하는 돗토리번 32만 5천 석의 성시로 번창했다. 이후 돗토리 대지진, 돗토리 대화재라는 재해를 넘어서 현재에 이른다. 세계 최대급 액정 공장이 있는 산인 지방 제일, 주고쿠 지방 유수의 공업 도시이고 돗토리 사구와 하쿠토 해안 등 풍부한 자연이 있는 도시이다.

## 지리
돗토리 평야를 중심으로 시가지가 펼쳐져 있다. 동해와 접하고 연안에는 일본 최대의 사구인 돗토리 사구가 있다.

### 기후
전역이 동해측 기후로 폭설 지대이다. 봄부터 가을까지는 맑은 날이 많고 겨울에는 흐리거나 비나 눈이 오는 날이 많다. 다른 동해 연안 지역과 비교해 기온이 높고 태평양 연안 지역과 비교해도 별로 차이가 없다.
| 돗토리시의 기후                                              | 돗토리시의 기후 | 돗토리시의 기후 | 돗토리시의 기후 | 돗토리시의 기후 | 돗토리시의 기후 | 돗토리시의 기후 | 돗토리시의 기후 | 돗토리시의 기후 | 돗토리시의 기후 | 돗토리시의 기후 | 돗토리시의 기후 | 돗토리시의 기후 | 돗토리시의 기후 |
| 월                                                           | 1월             | 2월             | 3월             | 4월             | 5월             | 6월             | 7월             | 8월             | 9월             | 10월            | 11월            | 12월            | 연간            |
| ------------------------------------------------------------ | --------------- | --------------- | --------------- | --------------- | --------------- | --------------- | --------------- | --------------- | --------------- | --------------- | --------------- | --------------- | --------------- |
| 역대 최고 기온 °C (°F)                                       | 20.4 (68.7)     | 23.2 (73.8)     | 25.8 (78.4)     | 31.7 (89.1)     | 34.2 (93.6)     | 35.9 (96.6)     | 39.1 (102.4)    | 39.2 (102.6)    | 37.7 (99.9)     | 32.6 (90.7)     | 26.3 (79.3)     | 22.9 (73.2)     | 39.2 (102.6)    |
| 일평균 최고 기온 °C (°F)                                     | 8.1 (46.6)      | 9.1 (48.4)      | 13.1 (55.6)     | 18.9 (66.0)     | 23.8 (74.8)     | 26.9 (80.4)     | 30.9 (87.6)     | 32.6 (90.7)     | 27.8 (82.0)     | 22.4 (72.3)     | 16.8 (62.2)     | 10.9 (51.6)     | 20.1 (68.2)     |
| 일일 평균 기온 °C (°F)                                       | 4.2 (39.6)      | 4.7 (40.5)      | 7.9 (46.2)      | 13.2 (55.8)     | 18.1 (64.6)     | 22.0 (71.6)     | 26.2 (79.2)     | 27.3 (81.1)     | 22.9 (73.2)     | 17.2 (63.0)     | 11.9 (53.4)     | 6.8 (44.2)      | 15.2 (59.4)     |
| 일평균 최저 기온 °C (°F)                                     | 1.1 (34.0)      | 1.0 (33.8)      | 3.1 (37.6)      | 7.6 (45.7)      | 12.9 (55.2)     | 17.9 (64.2)     | 22.5 (72.5)     | 23.3 (73.9)     | 19.0 (66.2)     | 12.9 (55.2)     | 7.7 (45.9)      | 3.2 (37.8)      | 11.0 (51.8)     |
| 역대 최저 기온 °C (°F)                                       | −6.5 (20.3)     | −7.4 (18.7)     | −4.7 (23.5)     | −2.2 (28.0)     | 2.2 (36.0)      | 7.5 (45.5)      | 12.6 (54.7)     | 12.9 (55.2)     | 8.4 (47.1)      | 2.9 (37.2)      | −2.4 (27.7)     | −5.6 (21.9)     | −7.4 (18.7)     |
| 평균 강수량 mm (인치)                                        | 201.2 (7.92)    | 154.0 (6.06)    | 144.3 (5.68)    | 102.2 (4.02)    | 123.0 (4.84)    | 146.0 (5.75)    | 188.6 (7.43)    | 128.6 (5.06)    | 225.4 (8.87)    | 153.6 (6.05)    | 145.9 (5.74)    | 218.4 (8.60)    | 1,931.3 (76.04) |
| 평균 강설량 cm (인치)                                        | 55 (22)         | 49 (19)         | 11 (4.3)        | 0 (0)           | 0 (0)           | 0 (0)           | 0 (0)           | 0 (0)           | 0 (0)           | 0 (0)           | 0 (0)           | 27 (11)         | 140 (55)        |
| 평균 강수일수 (≥ 0.5 mm)                                     | 22.4            | 17.8            | 16.3            | 12.5            | 11.0            | 12.5            | 13.2            | 10.4            | 13.7            | 12.8            | 15.5            | 20.3            | 178.4           |
| 평균 강설일수                                                | 18.7            | 16.2            | 8.4             | 0.4             | 0.0             | 0.0             | 0.0             | 0.0             | 0.0             | 0.0             | 0.3             | 10.7            | 54.7            |
| 평균 상대 습도 (%)                                           | 76              | 74              | 70              | 67              | 68              | 74              | 76              | 74              | 77              | 76              | 75              | 76              | 74              |
| 평균 월간 일조시간                                           | 69.0            | 83.7            | 131.3           | 177.4           | 201.4           | 153.9           | 166.5           | 203.8           | 143.4           | 146.1           | 110.7           | 82.6            | 1,669.9         |
| 출처: 일본 기상청 (평년값: 1991년~2020년, 극값: 1943년~현재) |                 |                 |                 |                 |                 |                 |                 |                 |                 |                 |                 |                 |                 |

### 인접한 자치체
- 돗토리현
  - 도하쿠군
    - 미사사정
    - 유리하마정

  - 야즈군
    - 야즈정
    - 지즈정

  - 이와미군 이와미정
- 오카야마현
  - 도마타군 가가미노정
  - 쓰야마시
- 효고현
  - 미카타군 신온센정

## 인구
| 연도 | 인구    | ±%     |
| ---- | ------- | ------ |
| 1920 | 130,050 | —      |
| 1930 | 136,874 | +5.2%  |
| 1940 | 137,637 | +0.6%  |
| 1950 | 168,463 | +22.4% |
| 1960 | 170,731 | +1.3%  |
| 1970 | 169,176 | −0.9%  |
| 1980 | 184,601 | +9.1%  |
| 1990 | 195,707 | +6.0%  |
| 2000 | 200,744 | +2.6%  |
| 2010 | 197,391 | −1.7%  |

## 역사
『화명류취초』에는 「돗토리향」이 기록되어 있어 구송산록 일대에 존재했던 것으로 여겨진다. 940년의 도다이지 관련 문서에는 「주장 돗토리 다카토시」의 서명이 있어 돗토리의 지명을 자칭하는 호족이 존재했던 것으로 보인다.(동년 9월 2일자 '나바타국 다카쿠사군 공문예동대사령 다카니와 쇼보루부 주진장')
- 1545년 - 히사마쓰산에 돗토리성이 축조되었다.
- 1889년 10월 1일 - 돗토리시가 성립하였다.
- 1942년 9월 10일 - 돗토리 지진이 발생해 도시가 괴멸되었다.
- 1952년 4월 17일 - 돗토리 대화재로 중심가가 불에 탔다.
- 1995년 7월 7일 - 와라베관이 개관하였다.
- 2000년 7월 1일 - 돗토리시 역사박물관(야마비코관)이 개관하였다.
- 2004년 11월 1일 - 이와미군 후쿠베촌, 고후쿠정, 게타카군 아오야정, 게타카정, 시카노정, 야즈군 가와하라정, 모치가세정, 사지촌을 편입 합병했다.
- 2005년 10월 1일 - 특례시로 지정되었다.
- 2016년 10월 21일 - 돗토리현 중부 지진이 발생하였다.
- 2018년 4월 1일 - 중핵시로 지정되었다.

## 교육
- 돗토리 대학
- 돗토리 환경 대학
- 방송대학학원

## 교통

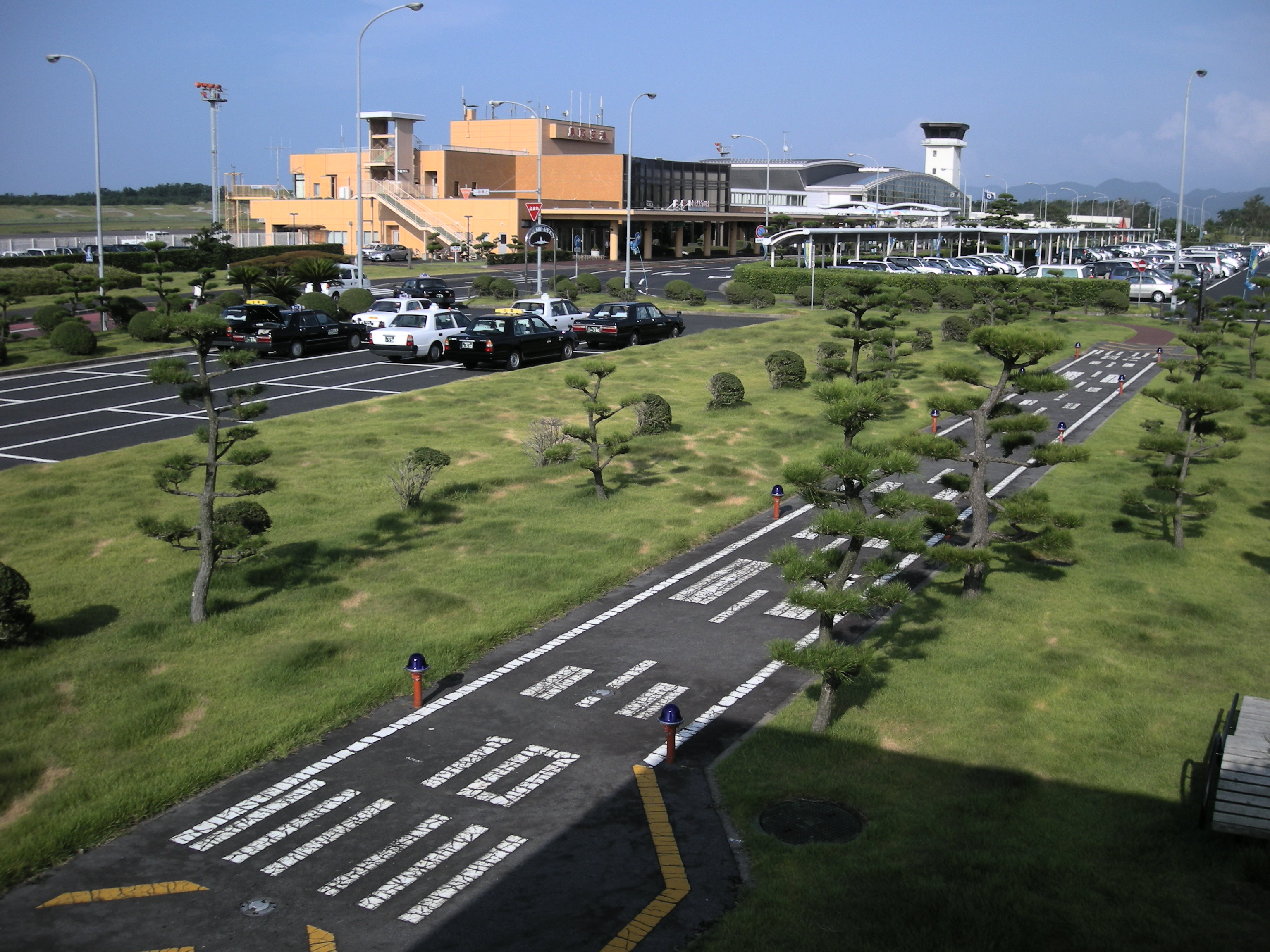
돗토리 공항 전경

### 도로
- 국도 9호선
- 국도 29호선
- 국도 53호선
- 국도 373호선

### 고속도로
- 돗토리 자동차도
- 산인 자동차도: 아오야 나들목
- 산인긴키 자동차도

### 철도
- 서일본 여객철도
  - 산인 본선
  - 인비선

### 공항
- 돗토리 공항

## 시설·건축물
- 돗토리성
- 쓰즈라오성
- 후세텐진 산성

## 자매 도시
옛 정촌 시대에 제휴한 시는 합병 뒤에도 계승되고 있다.
- 일본 홋카이도 구시로시(1963년 10월 4일)
- 일본 효고현 히메지시(1972년 3월 8일)
- 일본 오사카부 이케다시(1989년 4월) - 옛 아오타니정 시대에 제휴
- 일본 야마구치현 이와쿠니시(1995년 10월 13일)
- 일본 후쿠시마현 고리야마시(2005년 11월 25일)
- 일본 아키타현 유자와시(1972년) - 옛 미나세촌 시대에 제휴
- 일본 시마네현 가노아시군 쓰와노정(1993년) - 옛 가노정 시대에 제휴
- 일본 기후현 다카야마시(1993년) - 옛 고쿠후정 시대에 제휴
- 일본 오카야마현 쓰야마시 - 옛 모치가세정 시대에 제휴
- 대한민국 충청북도 청주시(1990년 8월 30일)
- 중국 허베이성 싱타이시 사허시(1995년 5월)
- 독일 헤센주 하나우(2001년 11월 20일)
- 중국 장쑤성 쑤저우시 타이창시(1995년 11월)

## 출신자
- 아유미